# Concetto Angelozzi
Concetto Angelozzi (Catania, 26 gennaio 1960) è un rugbista a 15 italiano, di ruolo mediano di mischia.
Gioca per tutta la sua carriera con la Amatori Catania, con la quale raccoglie 258 presenze nel massimo campionato italiano.
In nazionale esordisce precoce il 16 maggio 1979 nel pareggio contro l'Inghilterra Under 23, disputando complessivamente 3 match.